# Раунд-Лейк-Парк (Іллінойс)
Раунд-Лейк-Парк (англ. Round Lake Park) — селище (англ. village) в США, в окрузі Лейк штату Іллінойс. Населення — 7680 осіб (2020).

## Географія
Раунд-Лейк-Парк розташований за координатами 42°20′57″ пн. ш. 88°4′45″ зх. д. / 42.34917° пн. ш. 88.07917° зх. д. (42.349230, -88.079144).  За даними Бюро перепису населення США в 2010 році селище мало площу 5,90 км², з яких 5,38 км² — суходіл та 0,52 км² — водойми.

## Демографія
Згідно з переписом 2010 року, у селищі мешкало 7505 осіб у 2854 домогосподарствах у складі 1849 родин. Густота населення становила 1272 особи/км².  Було 3063 помешкання (519/км²).
Расовий склад населення:
| - 71,6 % — білих - 3,4 % — чорних або афроамериканців - 1,7 % — корінних американців - 1,1 % — азіатів - 19,6 % — осіб інших рас |

До двох чи більше рас належало 2,6 %. Частка іспаномовних становила 38,6 % від усіх жителів.
За віковим діапазоном населення розподілялося таким чином: 24,6 % — особи молодші 18 років, 49,8 % — особи у віці 18—64 років, 25,6 % — особи у віці 65 років та старші. Медіана віку мешканця становила 40,3 року. На 100 осіб жіночої статі у селищі припадало 93,3 чоловіків;  на 100 жінок у віці від 18 років та старших — 88,9 чоловіків також старших 18 років.
Середній дохід на одне домашнє господарство  становив 50 558 доларів США (медіана — 42 355), а середній дохід на одну сім'ю — 56 457 доларів (медіана — 47 509). Медіана доходів становила 30 953 долари для чоловіків та 30 254 долари для жінок. За межею бідності перебувало 19,9 % осіб, у тому числі 37,1 % дітей у віці до 18 років та 9,1 % осіб у віці 65 років та старших.
Цивільне працевлаштоване населення становило 3123 особи. Основні галузі зайнятості: науковці, спеціалісти, менеджери — 22,6 %, виробництво — 14,8 %, роздрібна торгівля — 12,1 %, мистецтво, розваги та відпочинок — 11,5 %.